# Pralidoxima
La pralidoxima (cloruro de metilo de 2-piridina aldoxima) o 2-PAM, generalmente como sales de cloruro o yoduro, pertenece a una familia de compuestos llamados oximas que se unen a la acetilcolinesterasa inactivada por organofosforados. Se usa para tratar el envenenamiento por organofosforados junto con atropina y diazepam. Es un sólido blanco.

## Síntesis
La Pralidoxima, 2-piridinaldoxima metilcloruro, se prepara tratando piridin-2-carboxaldeido con hidroxilamina. La piridin-2-aldoxima resultante se alkila con yoduro de metilo dando pralidoxima como la sal ioduro.

## Mecanismo de acción
En una unión neuromuscular normal, la acetilcolina se une a los receptores nicotínicos y es liberada por las neuronas presinápticas en la hendidura sináptica. La unión de la acetilcolina al receptor induce un potencial de acción posterior que continúa a través de las células posganglionares o induce la contracción del músculo esquelético.
Para prevenir la desensibilización del receptor o la saturación de la sinapsis, una enzima llamada acetilcolinesterasa promueve la descomposición del neurotransmisor de acetilcolina. Al eliminar la acetilcolina, la sinapsis se lleva a una etapa en la que está lista para una mayor activación. La saturación de sinapsis ocurre cuando hay exceso de acetilcolina en la hendidura sináptica. En este caso, todos los receptores están ocupados, lo que inhibe la transmisión nerviosa. Los agentes que inhiben la acetilcolinesterasa causan un aumento de la acetilcolina en la hendidura sináptica.
Los organofosforados inhiben la colinesterasa mediante la fosforilación enzimática. La pralidoxima reacciona a la acetilcolinesterasa al eliminar el grupo fosforilo unido al grupo éster proteico. En esta reacción, tanto el organofosfato como la pralidoxima se inactivan mutuamente. Estos productos experimentan un metabolismo rápido, lo que lleva a la eliminación de organofosforados.
Si bien la eficacia de la atropina ha sido bien establecida, la experiencia clínica con pralidoxima ha generado dudas generalizadas sobre su eficacia en el tratamiento de la intoxicación por organofosforados.
La pradolixima a dosis superiores a la dosis recomendada es en sí misma un inhibidor de la colinesterasa y, por lo tanto, también puede producir los mismos síntomas que las toxinas mismas.